# 長良川スポーツプラザ

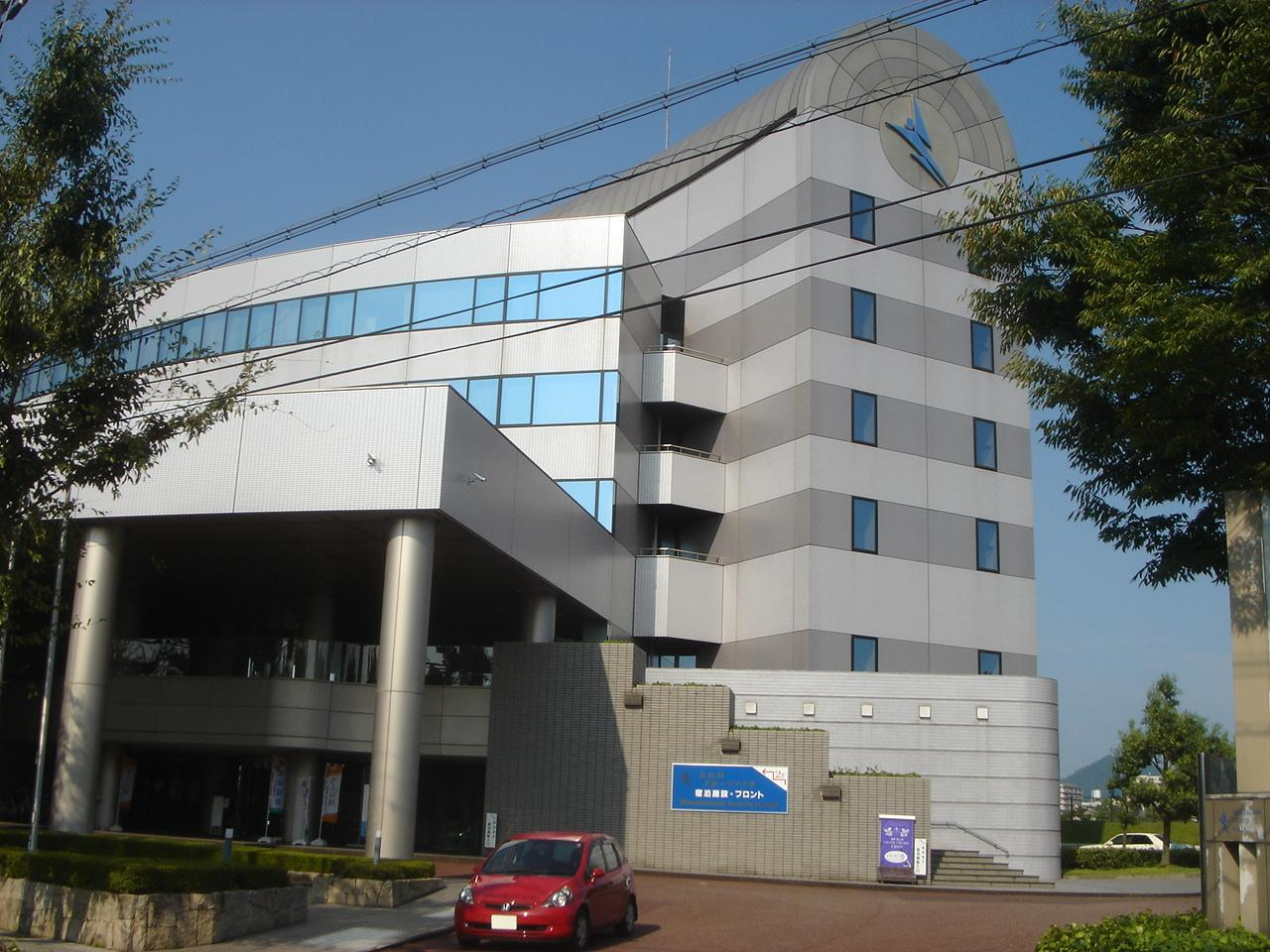
エントランスより（2007年撮影）

長良川スポーツプラザ（ながらがわスポーツプラザ、Nagaragawa Sports Plaza）は、岐阜県岐阜市にある宿泊や研修会議などを行う施設である。
岐阜県が所有し、同県のスポーツの発展に寄与することを目的に造られた。

## 概要
ミーティングルームやハイビジョンルームを備え、スポーツチームの遠征による宿泊ニーズが高い。岐阜メモリアルセンターの長良川球技メドウに隣接する6階建ての曲線を生かしたデザインの建物で2階から最上階6階までが長良川スポーツプラザとなっている。同じ建物の1階部分は岐阜県スポーツ科学センターである。
スポーツの発展に寄与する事が目的の施設のため、宿泊料は近隣宿泊施設に比べ低料金で岐阜メモリアルセンターや長良川球技メドウでの試合や練習に備えた宿泊はもちろん、岐阜市観光旅行の際の宿泊、家族旅行での宿泊も可能である。
フロントフロアの壁一面などの無料貸し出しも行う。

## 沿革
- 1993年 - 開館する。岐阜県指定管理者制度に基づき株式会社三和サービスが指定管理者となる。
- 2011年4月1日 - 株式会社技研サービスが指定管理者となる。

## 施設
- 2階：フロント、大会議室（約120人収容）他
- 3〜5階：宿泊施設（300人）
  - 和室（7人用、11人用）：32室（全264人）、洋室（シングル、ツイン）：24室（全36人）
- 6階：食堂（120席）、レストラン（24席）
- 駐車場：宿泊者、研修者は無料
- 建物構造：RC造 地上6階建

## 交通アクセス
- 岐阜バス
  - 「岐阜メモリアルセンター前」、「長良西小学校前」下車徒歩5分